# Crossroads (opera mydlana)
Crossroads – brytyjska opera mydlana, emitowana przez kanał ITV od 2 listopada 1964 do 4 kwietnia 1988 r.

## Krótki opis
Po 24 latach emisji nastąpiła 13-letnia przerwa. 5 marca 2001 r. seria została „wskrzeszona”, jednak już po dwóch latach ponownie zeszła z anteny (30 maja 2003 r.). Łącznie nadano 4928 odcinków. Akcja serialu rozgrywała się w fikcyjnym motelu, umiejscowionym niedaleko Birmingham, w Anglii. Twórcami programu byli: Hazel Adair oraz Peter Ling.

## Obsada
Zestawienie oparto na informacjach portalu filmowego IMDb.com:
- Noele Gordon jako Meg Richardson
- Roger Tonge jako Sandy Richardson
- Susan Hanson jako Diane Parker
- Ronald Allen jako David Hunter
- Paul Henry jako Benny
- Sue Nicholls jako Marilyn Gates
- Anthony Morton jako Carlos Rafael
- Pamela Greenall jako Ruth Bailey
- Jane Rossington jako Jill Harvey
- Sally Adcock jako Jane Smith
- Diane Grayson jako Penny Richardson
- Kathy Staff jako Doris Luke
- Ian Patterson jako Andy Fraser
- Carolyn Jones jako Sharon Metcalfe
- Joy Andrews jako Tish Hope
- Beryl Johnstone jako Kitty Jarvis
- Angus Lennie jako Shughie McFee
- David Lawton jako p. Booth
- Tony Adams jako Adam Chance
- Alan Gifford jako Lloyd Munro
- Zeph Gladstone jako Vera Downend
- Carl Andrews jako Joe MacDonald
- Brian Kent jako Dick Jarvis
- Joseph Morris jako Michael Prescott
- John Bentley jako Hugh Mortimer
- Annette Lynton jako Helen Booth
- Vincent Ball jako Kevin McArthur
- Wendy Padbury jako Stevie Harris
- Sue Lloyd jako Barbara Hunter
- Ann George jako Amy Turtle
- Gabrielle Drake jako Nicola Freeman